# Quasilineare Nutzenfunktion

Quasilineare (und deshalb parallele) Indifferenzkurven im zweidimensionalen Fall.

Eine quasilineare Nutzenfunktion ist eine spezielle mathematische Funktion, die in der Volkswirtschaftslehre und dort insbesondere in der Mikroökonomie benutzt wird, um die Präferenzen von Wirtschaftssubjekten (Haushalten, Individuen) zu modellieren. 

## Beschreibung und Bedeutung
Die quasilineare Nutzenfunktion beschreibt den Spezialfall, dass die Nutzenfunktion eine quasilineare Funktion ist. Das bedeutet, die Funktion ist linear in einem Argument (Numéraire genannt). Von anderen Argumenten kann die Funktion in verschiedener Weise abhängen, dies beeinflusst aber lediglich den Ordinatenschnittpunkt. Eine solche Funktion hätte die Form: {\displaystyle u(x_{1},x_{2},\ldots ,x_{n})=x_{1}+V(x_{2},\ldots ,x_{n})}. Der Einfluss der anderen Güter zum Gut 1 ist demnach additiv separabel. 
Eine mögliche Begründung für die Annahme, dass ein Gut {\displaystyle x_{1}} linear als Numéraire in den Nutzen eingeht, könnte sein, dass dieses Gut die Funktion eines Tauschmittels übernimmt (diese Güter werden auch oft als Geld bezeichnet).
Im Sonderfall des quasilinearen Nutzens gibt es keinen Einkommenseffekt, d. h. Einkommensänderungen wirken sich nicht auf die Nachfrage nach {\displaystyle x_{1}} aus. Quasilineare Nutzenfunktionen werden unter anderem genutzt, um Subsistenzgüter zu modellieren.
Wenn die Funktion {\displaystyle V} differenzierbar ist sowie die Funktion und die Präferenzen monoton sind, dann lässt sich für den zweidimensionalen Fall zeigen, dass die Grenzrate der Substitution nicht von der Konsummenge des Numéraire-Gutes abhängt.

## Beispiel
Ein Beispiel für eine solche Funktion stellt {\displaystyle U(x,y)={\sqrt {x}}+y} dar. Die entsprechenden Indifferenzkurven im Güterdiagramm sind {\displaystyle y={\overline {U}}-{\sqrt {x}}}. Im zweidimensionalen Fall führt dies auch dazu, dass die entsprechenden Indifferenzkurven parallel sind. Dies ist in diesem Beispiel der Fall für verschiedene konstante Nutzenniveaus (vgl. Abbildung). Die Grenzrate der Substitution lässt sich durch das Verhältnis der einzelnen Grenznutzen ausdrücken, in diesem Fall folgt:
{\displaystyle GRS={\frac {GN_{x}}{GN_{y}}}={\frac {\frac {d{\sqrt {x}}}{dx}}{1}}={\frac {1}{2{\sqrt {x}}}}.}
Die Grenzrate ist wie beschrieben unabhängig vom Numéraire-Gut.

## Definition über Präferenzen
Die Präferenzrelation {\displaystyle \precsim } auf {\displaystyle X=(-\infty ,\infty )\times \mathbb {R} _{x}^{L-1}} wird quasilinear in Hinsicht auf das Gut 1 (entsprechend Numéraire genannt) genannt, falls gilt:
1. Alle Indifferenzkurven sind parallel zueinander bezüglich der Achse des Gutes 1. Das heißt, für {\displaystyle x\sim y} gilt {\displaystyle (x+ae_{1})\sim (y+ae_{1})} für {\displaystyle e_{1}=(1,0,\dots ,0)} und jedes {\displaystyle a\in \mathbb {R} }.
2. Gut 1 ist wünschenswert (kein Übel), das heißt, es gelte {\displaystyle x+ae_{1}\succ x} für alle {\displaystyle x,a>0}.